# محمد رشید مظاهري
محمد راشد مظاهري من مواليد 18 مايو 1989  لاعب كرة قدم إيراني يلعب لنادي تراكتور سازي كحارس مرمى. وهو لاعب كرة قدم في المنتخب الإيراني
قضى مزاهري سبع سنوات في أكاديمية فجر سيباسي للشباب قبل انضمامه إلى الفرق الشبابية في استقلال الأهواز عام 2009. بدأ مسيرته المهنية مع نادي استقلال أهواز عام 2010. 

## وصلات خارجية
- محمد رشید مظاهري على موقع قاعدة بيانات كرة القدم.إي يو (الإنجليزية)
- محمد رشید مظاهري على موقع ناشيونال فوتبول تيمز (الإنجليزية)
- محمد رشید مظاهري على موقع Soccerway.com (الإنجليزية)

- Persian League Profile
- محمد رشید مظاهري  على سكروي